# Pandémie de Covid-19 au Japon
- 5 001 - 10 000 cas
- 10 001 - 50 000 cas
- 50 001 - 100 000 cas
- 100 001 - 500 000 cas
- 500 001 - 1 000 000 cas
- plus de 1 000 001 cas

La pandémie de Covid-19 se propage au Japon à partir de la mi-janvier, après le retour dans la préfecture de Kanagawa d'un ressortissant chinois ayant séjourné dans la ville de Wuhan, épicentre de la propagation de la maladie. Mi-mars, le gouvernement japonais annonce 1 500 cas de personnes infectées et trente-deux morts. Il ne décrète pas pour autant l'état d'urgence mais reporte la tenue des Jeux olympiques d'été de 2020 à 2021.
À la date du 31 octobre 2022, le bilan est de 46 659 morts.

## Chronologie

### Premier semestre 2020

#### Janvier 2020: premier malade déclaré
Au cours de son hospitalisation du 10 au 15 janvier 2020, un ressortissant chinois trentenaire, de retour dans la préfecture de Kanagawa, au Japon, après un séjour dans la ville sous-provinciale de Wuhan, en Chine centrale, est testé positif pour le SARS-CoV-2. Après la Thaïlande, le Pays du Soleil Levant devient le deuxième pays atteint par la pandémie de maladie à coronavirus initialement circonscrite en Chine,.

#### Février 2020: premier décès enregistré
Le 13 février, un premier décès est enregistré. Dix jours plus tôt, les 3 700 passagers et membres d'équipage du Diamond Princess, un navire de croisière tout juste arrivé au port de Yokohama, en baie de Tokyo, sont placés en quarantaine. Le 15, le bilan de 135 malades, établi le 10, à bord du bateau, est porté à 285 cas positifs. Le paquebot, hébergeant des touristes de plusieurs nationalités, devient le foyer de contamination le plus important, après la Chine,.
Le 17, la maison impériale annule la célébration annuelle de la fête nationale, dans les jardins du palais impérial de Tokyo, le 23 février, jour anniversaire de l'empereur Naruhito. Fin février, face à la propagation de l'épidémie, le Premier ministre Shinzō Abe impose, comme mesure sanitaire pour contenir le virus, la fermeture de tous les établissements scolaires du primaire et du secondaire, jusqu'au 1er avril, fin de l'année fiscale officielle,. Le pays compte alors cinq morts, deux cents malades et cinq cents personnes rétablies depuis mi-janvier.
Le gouvernement semble alors considérer avec une certaine légèreté la pandémie. La presse relève que le Premier ministre ne consacre au cours du mois de février que quelques minutes chaque jour de son emploi du temps auprès de la commission chargée de la pandémie.

#### Mars 2020
À la mi-mars 2020, le ministère de la Santé, du Travail et des Affaires sociales rend publique une carte signalant quinze foyers d'infection de plus de cinq personnes, répartis dans tout l'archipel japonais. Il annonce 1 500 malades et 32 morts. La préfecture d'Osaka est la plus affectée par la pandémie. Le Japon est le neuvième pays le plus touché dans le monde, après la Chine, l'Italie, l'Iran, la Corée du Sud, l'Espagne, la France, l'Allemagne et les États-Unis.

##### Report des Jeux olympiques de Tokyo
Le gouvernement japonais ne déclare cependant pas l'état d'urgence et, répondant à la suggestion de report des Jeux olympiques et paralympiques d'une année émise par le président américain Donald Trump, maintient la tenue de l'événement sportif planétaire,,. Le 24 mars, sous la pression d'athlètes de divers pays, de la Fédération internationale d’athlétisme et la menace de boycott par des comités olympiques nationaux (Canada, Brésil, Australie, Norvège, Royaume-Uni), Shinzō Abe annonce finalement le report des JO, en accord avec le Comité international olympique.
Le 30 mars, Ken Shimura meurt d'une pneumonie au SARS-Cov-2, à l'âge de soixante-dix ans. Hospitalisé le 20, il est déclaré infecté trois jours plus tard. Le célèbre humoriste et animateur de télévision, qui, comme représentant de la ville de Higashimurayama, devait participer au relais de la flamme olympique des Jeux olympiques d'été de 2020, est la première célébrité japonaise victime de la Covid-19,.

#### Avril 2020: état d'urgence sanitaire déclaré
Le 6 avril, le gouvernement décide la réouverture partielle des écoles, sans plan réel à l’exception de mesures de principe édictées par le ministère de l’Éducation allant de l’aération des salles de classe au port du masque et à la prise de température quotidienne. Cette décision a été mal reçue par nombre d’enseignants et de parents d’élèves, et seule une partie des établissements ont ouvert leurs portes.
Le 11 avril, sept préfectures (Tokyo, Kanagawa, Chiba, Saitama, Osaka, Hyōgo et Fukuoka) sur quarante-sept entrent en état d'urgence qui doit durer jusqu'au 6 mai,. Le 16, le Premier ministre Shinzō Abe étend l'état d'urgence sanitaire à tout le pays.
Le Japon comptabilise, à la fin avril, le nombre de cas d'infections le plus élevé en Asie après la Chine et l’Inde.

#### Mai 2020: décision de déclaration d'urgence.
Le 14 mai, le Premier ministre Shinzō Abe annonce la levée partielle de l'état d'urgence sanitaire dans une grande partie du pays : 39 préfectures sont concernées. Les restrictions restent en place pour les villes de Tokyo et d'Osaka. L'état d'urgence sanitaire peut être rétabli par le gouvernement japonais si la vitesse de propagation de l'épidémie augmente parmi la population.
Le 25, l'état d'urgence est levé dans les dernières régions de l'archipel où il était encore en vigueur, comme à Tokyo. Shinzō Abe déclare à ce titre: « Nous avions des critères très restrictifs pour permettre la levée de l'état d'urgence. Nous avons jugé que ces critères étaient remplis ».

### Second semestre 2020

#### Juillet 2020
Le 2, 194 nouveaux cas ont été confirmés. Il s'agit du plus grand nombre de nouveaux cas depuis le 3 mai, date à laquelle il en avait enregistré 203.
Le 4, un total de 274 nouveaux témoins ont été confirmés dans tout le Japon, et le même jour, il a dépassé le nombre de nouveaux témoins en Italie.
Le 8, plus de 200 personnes ont été confirmées pendant deux jours consécutifs et le nombre de cas confirmés à Tokyo est tombé en dessous de 100.
Le 9, le nombre quotidien de cas confirmés dépassait les 300. Il s'agit des 68 premiers jours depuis le 2 mai.
Rien que le 10, il y avait 408 cas confirmés par jour, le plus élevé depuis le 24 avril.
Le 11, 206 personnes ont été confirmées à Tokyo. C'est la première fois que plus de 200 personnes ont été recrutées.
Le 17, le nombre de cas confirmés à Tokyo a de nouveau été fixé à 293. 578 cas se sont produits dans tout le pays.
Tokyo a rétabli le record le 23, avec 366 téléspectateurs. Et 981 personnes ont été confirmées dans le pays et ont également réétabli le record maximum quotidien. Le même jour, un député de la préfecture de Hiroshima a été confirmé.

#### Août 2020
Le 3 août, le nombre cumulatif d'infections dans le pays a dépassé 40 000. Le 5 août, le nombre total de décès de la préfecture de Kanagawa a dépassé 100 et le lendemain, la préfecture d'Aichi a annoncé qu'elle allait entrer en situation d'urgence du 6 au 24 août. Le 11 août, le nombre cumulatif d'infections dans le pays a dépassé 50 000 et le 20 août, dépassé 20 000. Le 27 août, le nombre de personnes infectées à Tokyo a dépassé 20 000.
Le 28 août, le Shinzo Abe a annoncé qu'il a démissionné pour des raisons de santé : Yoshide Suga remplacera sa place pendant la période du gouvernement.

#### Novembre 2020
Le nombre cumulatif de personnes infectées dans la préfecture de Kanagawa a dépassé 10 000. Le nombre de décès à Tokyo a dépassé 2000 le 24 novembre. Le 28 novembre, le nombre de personnes infectées à Tokyo a dépassé 40 000, et le nombre de personnes infectées dans la préfecture d'Osaka le lendemain a dépassé 20 000, ce qui a réduit les hôpitaux. Le nombre de personnes infectées dans la préfecture d'Aichi a dépassé 10 000.

#### Décembre 2020
Le 1er décembre, le nombre total de personnes infectées dans le pays a dépassé 150 000. Le 6 décembre, le nombre total de personnes infectées par Hokkaido a dépassé 10 000. Le 11 décembre, le nombre total de personnes infectées par la préfecture de Saitama a dépassé 10 000. Le 18 décembre, le nombre total de personnes infectées à Tokyo a dépassé 50 000 et le 21 décembre, le nombre de personnes infectées au Japon a dépassé 20 000. Le 22 décembre, le nombre de décès dans ce pays a dépassé 3 000. Le 29 décembre, le nombre total de personnes infectées par la préfecture de Kanagawa a dépassé 20 000.

### Premier semestre 2021

#### Mars 2021
Le 2 mars 2021, le nombre de décès dans le pays dépassait les 8000. Le 5 mars, le gouvernement a officiellement décidé de prolonger l'état d'urgence jusqu'au 21 mars dans les préfectures suivantes : Saitama, Chiba, Tokyo et Kanagawa. Le 7 mars, le nombre cumulé de personnes infectées dans la préfecture de Saitama dépassait 30 000, tandis que le 9 mars, le nombre de victimes à Tokyo dépassait 1 500. Le 16 mars, le nombre cumulé de personnes infectées sur l'île d'Hokkaidō dépassait 20 000. , tandis que les deux premiers décès dus à une variante du SRAS-CoV-2 sont survenus dans la préfecture de Kanagawa. Le 18 mars, la préfecture de Miyagi, en raison de l'augmentation des infections, est entrée en état d'urgence et y est restée jusqu'au 11 avril
Le 22 mars, à minuit, l'état d'urgence a été levé dans les préfectures de Saitama, Chiba, Tokyo et Kanagawa, tandis que la préfecture de Yamagata est entrée dans un état d'urgence qu'elle a maintenu jusqu'au 11 avril Le 26 mars, le nombre de morts dans le pays dépassait les 9 000. Le 27 mars, la ville de Sagae, dans la préfecture de Yamagata, est entrée dans un état d'urgence unique, tandis que le 31 mars le nombre cumulé de personnes infectées dans la préfecture de Hyōgo dépassait les 20 000.

#### Avril 2021
Au 23 avril 2021, le nombre total de cas est de 556 485, le nombre de guérisons de 491 505, le nombre de décès de 9 787. Mais face à une vive recrudescence locale du coronavirus, le gouvernement japonais va déclarer "l'état d'urgence à Tokyo et dans trois autres départements", les mesures seront "plus strictes que le précédent état d'urgence imposé dans certaines parties du pays en janvier".

#### Juin 2021
Le 1er, le gouvernement japonais a pris des mesures pour que les immigrants des deux pays vivent dans des établissements d'hébergement désignés par l'État pendant plus de six jours après l'entrée en indépendance pendant 14 jours. De plus, l'Afghanistan a été ajouté à la mesure d'arrêt de 10 jours, et les étrangers qui ont séjourné dans le pays au cours des deux dernières semaines sont en principe interdits d'entrer dans le pays.
Il est dit que le Japon va soutenir le vaccin en Malaisie, après Taiwan et Vietnam. Le gouvernement japonais prévoit de fournir le vaccin directement à la Malaisie, et non par l'intermédiaire de COVAX.
Dans une enquête menée par le Cabinet Office, il a été constaté que 70% des personnes qui pensaient que "le corona est ennuyeux". Les jeunes ayant un niveau d'activité élevé présentaient un pourcentage plus élevé que les personnes plus âgées.
Le 17, le Premier ministre Suga a eu une interview et le 20, à l'exception d'Okinawa, l'accent sera mis sur l'extension des neuf régions restantes.
Le 21, la vaccination par traduction directe commencera sérieusement le 21 et la vaccination commencera dans 17 universités à travers le pays. Le ministère des Sciences et de la Littérature a l'intention de vacciner les enseignants et les résidents de l'école régionale comme base universitaire.
Le 22, le gouvernement métropolitain de Tokyo mettra en place deux sites d'inoculation à grande échelle pour le nouveau vaccin à Tokyo, et l'inoculation sera effectuée pour les enseignants du primaire et du secondaire, etc. principalement pendant les vacances d'été.
Le 30, à cause de l'effet de l'immunisation, le pourcentage des personnes âgées dans la ville de Tokyo a diminué. Le taux, qui était de 11 % le 5 mai, est tombé à 5,4 %, soit moins de la moitié du 27 juin. À partir du 27 juin, 56,5 % des personnes âgées qui ont terminé le premier vaccin et 23,4 % des personnes âgées jusqu'à la deuxième vaccination.

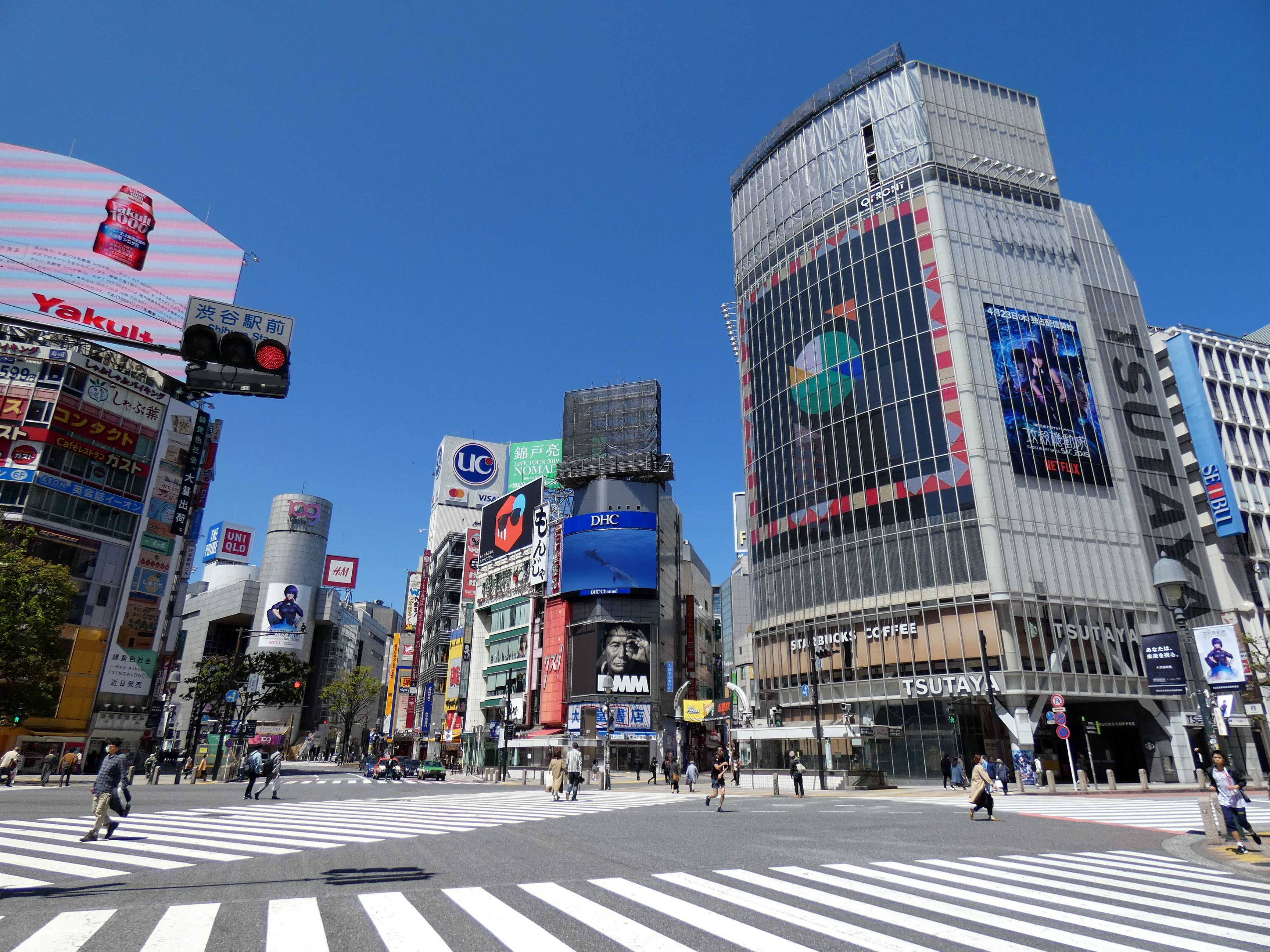
De rares piétons à Shibuya Crossing (Tokyo, 19 avril 2020).
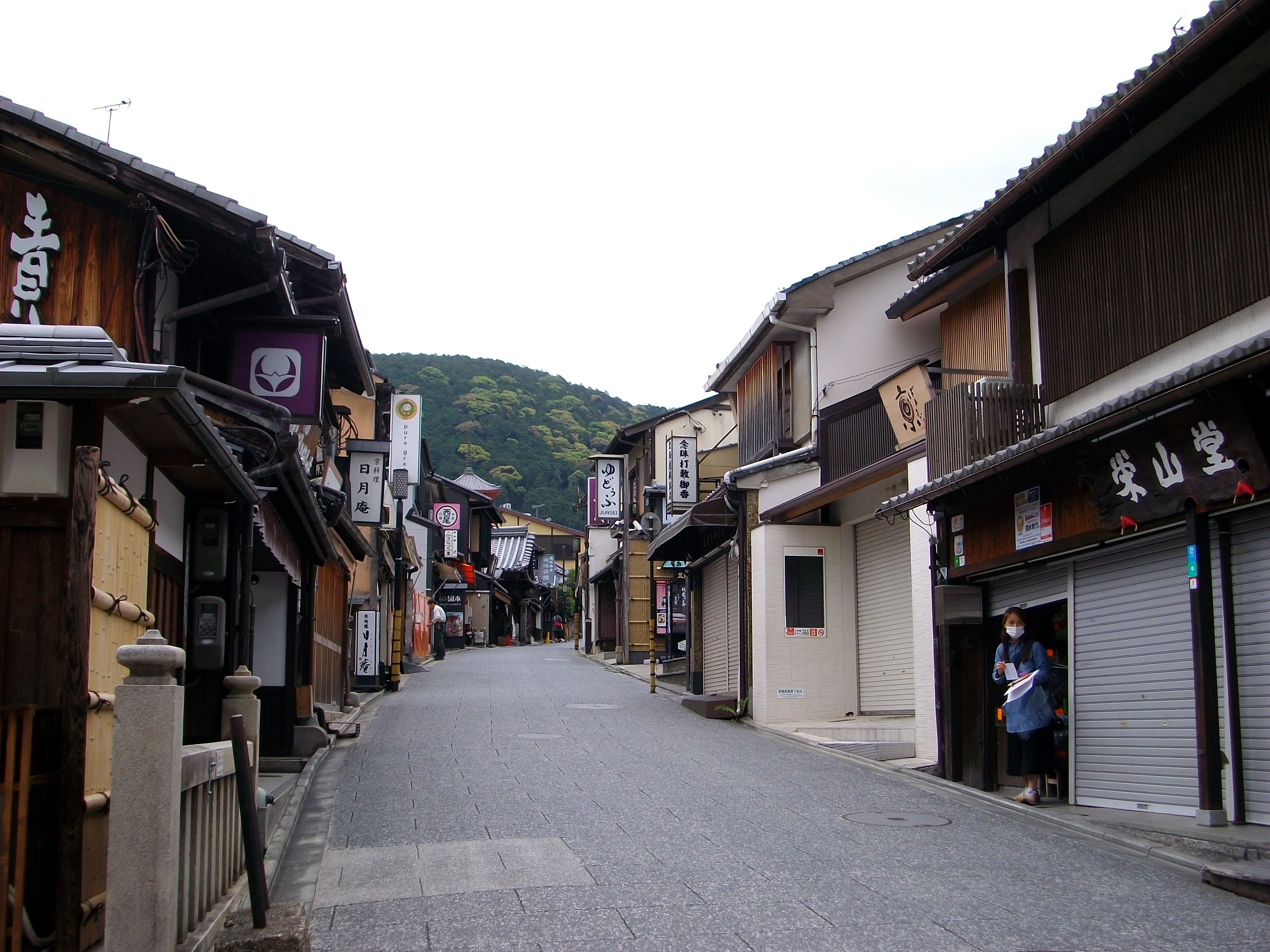
Rue déserte et magasins fermés, près du Kiyomizu-dera, à Kyoto (samedi 23 mai 2020).
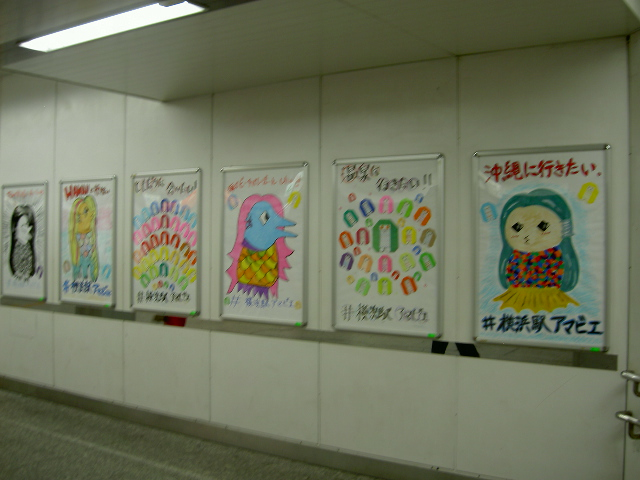
Un couloir de la gare de Yokohama : dessins d'Amabie, un yōkai annonciateur d'épidémies (9 mai 2020).

### Second semestre 2021

#### Août 2021
Alors que la propagation du corona à Tokyo était grave, il a été démontré que plus de la moitié des personnes infectées ayant reçu un traitement à domicile ne pouvaient pas être transportées à l
Le 3, le gouvernement japonais a tenu une réunion ministérielle et a décidé d'une politique visant essentiellement à exiger des soins à domicile pour les personnes infectées autres que les personnes gravement malades afin d'éviter un effondrement médical.
Selon le Sankei Shimbun du 12, le gouvernement japonais envisage de décider d'étendre prochainement les zones soumises à l'état d'urgence. Cependant, malgré le fait que le quatrième état d'urgence ait déjà été déclaré à Tokyo, il n'a pas pu arrêter la propagation de Corona 19, et les citoyens se plaignent de fatigue en s'abstenant de sortir pendant longtemps.
Les statistiques quotidiennes des téléspectateurs ont été révisées à 251 000 en un jour. Et deux jours avant l'annonce de cette statistique, le nombre d'inspections PCR était de 82,212.
Le 20, le nombre quotidien de cas confirmés atteignait 25 876, un nouveau record en une journée. Le 21, 63 % des 19 Corona qui ont contacté 119 à Tokyo ne peuvent pas être admis et sont en réalité dans un état de désordre médical. La fort augmentation des contaminations conduit les hôpitaux à refuser des malades dans les zones les plus affectées.
Le 30 août, le Docteur Haruo Ozaki, président de l'association médicale métropolitaine de Tokyo, recommande l'utilisation de l'ivermectine pour combattre la pandémie.
En août 2021, le groupe pharmaceutique japonais Takeda, qui importe et distribue dans le pays le vaccin de Moderna, est notifié de la découverte de « matières étrangères » dans trente-neuf flacons, issus d’un lot de 57 000 bouteilles, soit l’équivalent d’environ 570 000 doses. Le 26 août, après la découverte de matières étrangères dans deux autres lots, le Japon suspend à titre préventif l’administration de trois lots complets de Moderna, soit l’équivalent de 1,63 million de doses. Durant le week-end suivant, deux hommes – respectivement âgés de 30 et 38 ans – meurent après avoir reçu une deuxième dose du vaccin de Moderna provenant de l’un de ces trois lots, qui, entre-temps, ont été suspendus. Le laboratoire Moderna estime qu'il peut s'agir d’un défaut de fabrication. Les particules auraient accidentellement pénétré les fioles durant leur conditionnement dans l’usine madrilène de Rovi, l’entreprise pharmaceutique espagnole à qui le groupe américain sous-traite une grande partie de la production de ses vaccins. Une troisième personne âgée de 49 ans décède après avoir pris le vaccin contaminé contre le coronavirus Moderna. Comme pour les deux décès précédents, le ministère a déclaré qu'il n'avait pas encore établi si le dernier décès était lié au vaccin.
Au 8 août, 991 personnes étaient mortes dans le pays après avoir reçu des injections du vaccin de Pfizer-BioNTech, et onze après avoir reçu celles de Moderna. Aucun lien de causalité n’a été établi entre les injections et les décès, selon le ministère de la santé. Près de 500 000 personnes ont reçu des injections provenant des trois premiers lots suspendus de Moderna, selon le ministre chargé de la campagne de vaccination.

### 2022
En été la pandémie flambe, le nombre de malades du Covid-19 monte à 221 442 pour la seule journée du 29 juillet ; en septembre le nombre de morts continue de progresser, quoique le ratio soit "de 331 morts du Covid par million d'habitants". La vie économique est affectée : Toyota arrête temporairement "ses chaînes de montage en raison de problèmes de main-d’œuvre et d’approvisionnement en pièces détachées". La Poste japonaise ferme 170 bureaux.

### 2023
À partir du 13 mars 2023, les Japonais sont libres de choisir de porter ou non le masque en intérieur. Ils continuent cependant largement à le porter, y compris en extérieur.
Le 8 mai 2023, les autorités japonaises abaissent le niveau de classification du Covid-19 à celui de la grippe saisonnière, après un total de huit vagues épidémiques et quatre états d'urgence sanitaire à Tokyo et dans les grandes villes depuis le début de la crise. Tous les coûts de consultations médicales, tests de dépistage et traitements deviennent ainsi payants, et il n'y pas plus d'obligation d'auto-confinement et de protection en cas d'infection mais de simples recommandations. La vaccination reste cependant gratuite jusqu’au 31 mars 2024.

## Stratégie de contrôle sanitaire
Fin mars 2020, alors que dans de nombreux pays, des restrictions de circulation et de rassemblement et des mesures de confinement, voire de quarantaine, sont imposées aux populations, au Japon, la vie quotidienne reste relativement peu perturbée par le développement de la pandémie de maladie à coronavirus. Pourtant le Japon, comme beaucoup d'autres pays industrialisés affectés par le virus, est constitué de villes densément peuplées, quadrillées par des réseaux de transport en commun dans lesquels, chaque jour, des dizaines de millions de voyageurs se croisent. Pour ne rien arranger, le Japon est le pays du monde ayant la plus grande part de personnes âgées dans sa population : or, celles-ci sont reconnues comme une population particulièrement à risque face au Covid-19. De plus, l'archipel japonais est voisin de la Chine continentale, foyer originel de l'épidémie. Dans celui-ci, le tabagisme, une addiction qui concerne aussi le Pays du Soleil Levant — parmi les membres du Groupe des sept, le Japon présente le taux le plus élevé de fumeurs —, a été identifié comme une cause importante de sensibilité aux effets mortels du coronavirus. Jusqu'au 21 mars, l'organisation sociale nippone qui minimise les contacts humains —  par exemple le salut par inclination est préféré à la poignée de main, les personnes âgées sont souvent isolées, la population japonaise est disciplinée, la propreté des lieux publics est exemplaire et l'usage de masques de protection, en cas de maladie, est courant — et les mesures prises par la société civile et les autorités japonaises, qui ont limité les tests médicaux aux individus présentant des symptômes étendus, ont suffi, bien que peu restrictives, à contenir la propagation de la maladie,. En outre, les premiers foyers d'infection ont été rapidement mis en évidence et les personnes affectées mises en quarantaine.
D'après l'infectiologue Kentaro Iwata, qui a à plusieurs reprises critiqué la gestion de la crise sanitaire par les autorités, « le système est au bord de l’effondrement dans de nombreuses parties du Japon ». Les hôpitaux manquent d’équipement. Le maire d’Osaka a appelé aux dons d’imperméables pour protéger le personnel soignant, qui en est contraint de se couvrir de sacs-poubelle.
Le 19 novembre 2020, à la suite du nombre élevé de nouvelle contamination quotidienne lié au covid-19, le chef du gouvernement japonais Yoshihide Suga annonce que le Japon passe en « alerte maximale ».

### Gestion de crise
Selon un sondage, effectué par l'agence de presse japonaise Kyodo News, la gestion de la crise par les autorités gouvernementales japonaises a été jugée incohérente par 60 % des personnes interrogées. Celles-ci se déclarent insatisfaites des mesures prises pour endiguer la contagion. Mi-mars, le quotidien Mainichi Shinbun publie cependant un taux d'approbation de 49 %. Le gouvernement japonais est soupçonné de dissimuler l'ampleur de l'épidémie par limitation des tests médicaux. Au quotidien, le Japon réalise dix fois moins de tests que son voisin coréen, plus de deux fois moins peuplé. En outre, la décision de fermer les établissements scolaires du pays, arrêtée subitement par le Premier ministre, a été mal reçue par la population.
Mi-avril 2020, la décision prise par le gouvernement d'étendre l'état d'urgence sanitaire à tout le pays, dans la crainte d'une aggravation de la pandémie, amplifie, dans l'opinion publique et les médias, le soupçon de calcul politicien du Premier ministre. Il apparaît que celui-ci s'est efforcé d'entretenir l'idée que, le mal étant moindre que supposé, le maintien des JO était possible — les retombées de l'événement planétaire seraient bénéfiques pour sa popularité, en vue des élections de septembre 2021 — et de modérer les contraintes sanitaires afin de minimiser leur impact sur l'économie.
Début mai, plus de 70 % des Japonais déclarent désapprouver l'attitude de leur gouvernement face à la crise.

### Annulation de la fête nationale des cerisiers en fleurs

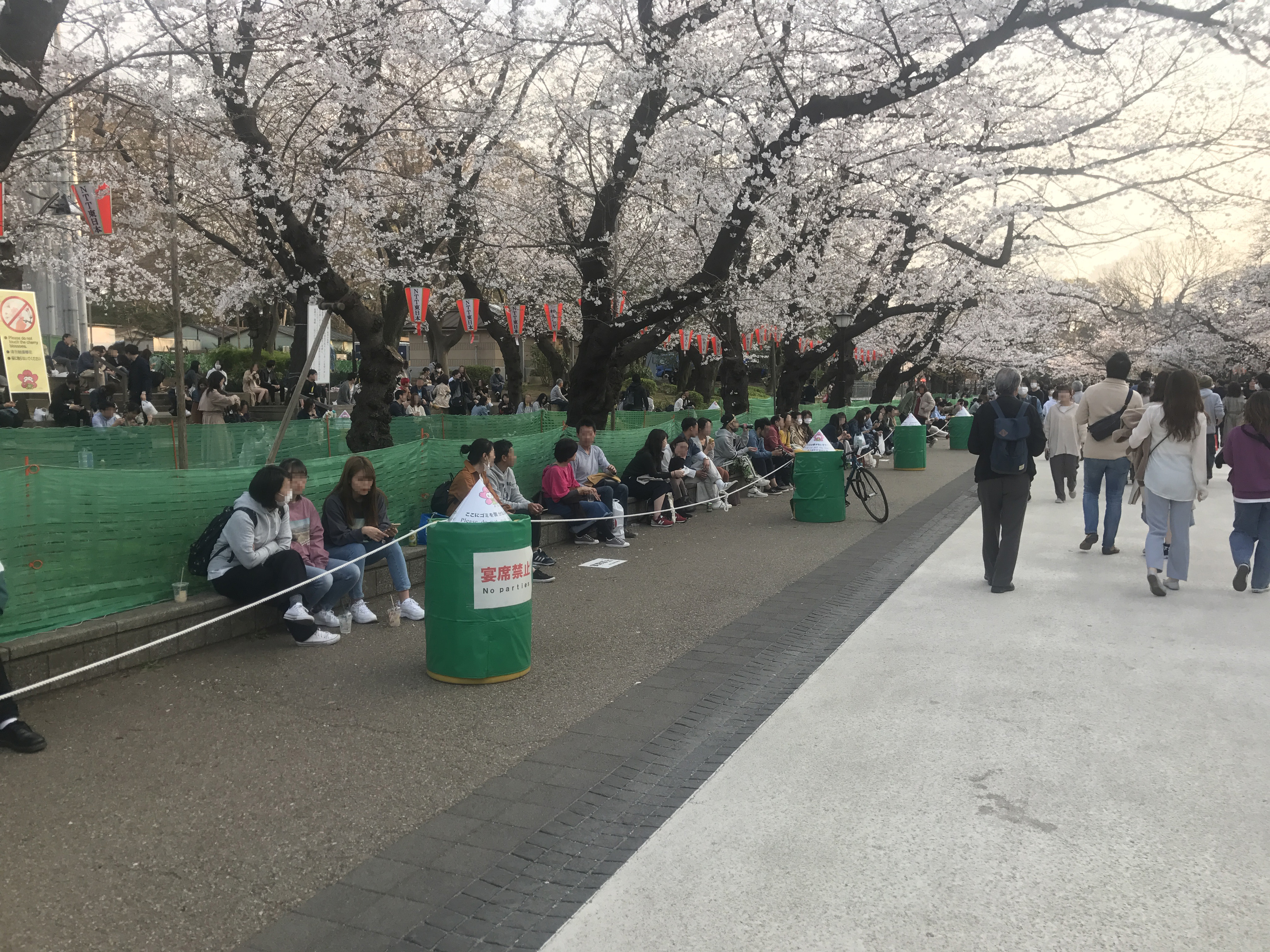
Des visiteurs venus admirer les cerisiers en fleurs, le 22 mars 2020, dans le parc d'Ueno, à Tokyo.

Mi-mars, alors que les tournois de sumo se déroulent à huis clos, les familles affluent dans les parcs pour hanami, la fête annuelle des cerisiers en fleurs. Cependant, le week-end de Shunbun no hi, le 21 mars, jour férié marquant l'équinoxe du printemps, les rassemblements traditionnels pour hanami sont suspendus par les autorités gouvernementales. Seules les promenades sont autorisées,.
Le 27 mars, 27 morts et 259 malades sont recensés dans la capitale japonaise. Face à la progression de la pandémie, le gouverneur de Tokyo, Yuriko Koike, annonce la fermeture au public des parcs de la métropole, les parcs d'Ueno et de Yoyogi notamment. Les gouverneurs des préfectures voisines de Kanagawa, Chiba, Saitama et Yamanashi font de même.
À Tokyo, le gouvernement métropolitain (en) interdit les célébrations les plus importantes. Dans les allées du parc d'Ueno, qui accueille, chaque année, en début de saison printanière, trois millions de visiteurs, des promeneurs et des photographes sont tout de même venus admirer la floraison des cerisiers,. Le renoncement aux festivités de hanami est un crève-cœur pour tout un peuple, tant sur le plan culturel qu'économique. En effet, en 2019, première année de l'ère Reiwa, la floraison des cerisiers a attiré 8,5 millions de touristes dans le pays, de mars à mai ; ce qui représente des retombées économiques d'un montant estimé à 5,5 milliards d'euros.

### Question des JO en 2021
D'après les sondages une majorité de Japonais s'oppose à la tenue des JO en été 2021, malgré l'affirmation à la presse, en avril 2021, du directeur général de Tokyo-2020, Toshiro Muto, "Nous serons en mesure d'organiser les Jeux même sans vaccination". Les JO coïncident cependant avec une nouvelle vague de contaminations dans le pays.

### Vaccination
À la fin d'avril 2021, 827 000 personnes ont reçu deux doses de vaccin, soit moins de 0,7 % de la population japonaise.
En juin 2022 40% des Japonais n'ont été vaccinés que deux fois et seulement 20% des enfants de moins de 12 ans ont reçu une première dose. De plus des centaines de milliers de doses de vaccin, seront jetées à la poubelle, elles n'ont pas trouvé preneurs et ont atteint la date limite d'utilisation.

### Fermeture des frontières
Le Japon a également eu recours à une politique stricte de fermeture des frontières que certains ont comparé avec la période du sakoku. Durant les cinq premiers mois l'entrée sur le sol japonais ne fut permis seulement aux nationaux, même les étrangers résidents ne pouvaient rentrer chez eux. La délivrance de nouveaux visas, tourismes ou non, fut également suspendue sauf pendant de brèves périodes à l'autonomne 2020 et 2021. Il faudra attendre le 1er mars 2022 pour que le Japon délivre à nouveau des visas aux étudiants et aux travailleurs ,.
Il faudra ensuite attendre le 10 juin pour que les touristes puissent revenir, mais uniquement dans des voyages en groupe avec une agence de voyage, et avec des quotas. La famille des résidents est également autorisée à revenir à partir de cette date. Enfin, à partir d'octobre 2022, le Japon rouvre définitivement ses frontières ,.

## Conséquences sociales

### Situation des étrangers
Le gouvernement japonais contraint de prendre en compte l'apparition de clusters dans les diverses communautés étrangères installées au Japon, s'efforce de ne pas discriminer les résidents étrangers.
Au cours d'un mois de 2020, entre 70 % et 90 % des foyers d'infections ont rétrospectivement été associées à des étrangers, conduisant, par exemple, le bourg d'Ōizumi (préfecture de Gunma), où habitent de nombreux migrants péruviens et brésiliens, à se déclarer en état d'urgence.
Toutefois certains Japonais considèrent que de trop strictes recommandations à l'égard des non-Japonais puissent être perçues comme de la xénophobie.

#### Comportement des étrangers
D'une manière générale, dans leurs relations avec les membres de leur famille ou leurs compatriotes, les résidents étrangers sont moins soucieux de leur intimité physique que les Japonais. Dans des clusters de la préfecture de Gunma, par exemple, parmi les personnes étrangères infectées, certaines ont négligé le port du masque et n'ont pas respecté les mesures de distanciation sociales lors de réunions de famille ou de rassemblements estivaux. Un cas emblématique des conditions de vie des étudiants étrangers a été observé à Sendai. Dans cette ville du Nord du Japon, une centaine de jeunes gens testés positifs au Covid-19 vivaient à deux par chambre, dans les dortoirs de leur résidence étudiante, afin de réduire les dépenses de logement.
Du fait de la barrière linguistique, des mois après le début de la pandémie, les résidents étrangers sont toujours moins bien informés au sujet des mesures sanitaires mises en place par les autorités gouvernementales et ont moins recours aux aides médicales publiques disponibles. Si Tokyo a mis en place un système téléphonique multilingue d'accès aux hôpitaux, ce n'est pas le cas des autres municipalités. En outre, aux problèmes de communication, s'ajoutent des difficultés financières qui conduisent des étrangers, comme les Japonais les plus marginalisés, à retarder des dépenses médicales pourtant nécessaires.

#### Xénophobie visant les Chinois
Des Chinois vivant au Japon ont été les cibles de propos xénophobes par l’extrême droite japonaise, qui les accuse d’être à l'origine de la propagation de la pandémie. Des personnalités politiques ont également encouragé le ressentiment anti-chinois.

### Vague de suicides
Au cours de l'automne 2020, l'impact sur la santé mentale des Japonais, dû à la pandémie, commence à se faire sentir et alarme notamment les associations.
Depuis des années, le pays lutte contre l'un des taux de suicide parmi les plus hauts du monde et, après des années de baisse, le nombre de personnes mettant fin à leurs jours repart à la hausse. Le Japon connaît depuis l’été une hausse du nombre de suicides, particulièrement chez les femmes, les jeunes et les enfants d’âge scolaire,.
En août, le nombre de suicides augmente de plus de 15,4 %. En octobre 2020, les suicides font plus de victimes que la pandémie.